# Comuna Krasne, Cernihiv
Krasne (în ucraineană Красне) este o comună în raionul Cernihiv, regiunea Cernihiv, Ucraina, formată din satele Krasne (reședința), Skorineț și Zolotînka.

## Demografie
Componența lingvistică a comunei Krasne
     Ucraineană (97,66%)
     Rusă (1,77%)
     Alte limbi (0,4%)
Conform recensământului din 2001, majoritatea populației comunei Krasne era vorbitoare de ucraineană (97,66%), existând în minoritate și vorbitori de rusă (1,77%).